# Zeleni kamen (Majevica)
Zeleni kamen je lokalitet obodničkom zaseoku Lamešima. dominira geološki profi l s lako uočljivim ogromnim izrazito zelenim kamenim blokovima. Cjelina tih stijena je izvanredan geološki fenomen i moguća turistička atrakcija. Te su stijene serpentinit, magmatske stijene. Po njima se širi lokalitet naziva Zeleni kamen.
Omiljeno je izletište stanovnika Tuzle. Na trasi je planinarske transverzale Put Srebreničke povelje.
Ova lokacija na Staroj Majevici planirano je mjesto najsuvremenijeg astronomskog opservatorija u regiji. Astronomsko društvo ‘Plejade’ iz Tuzle, uz tradicionalne srpanjske Dane astronomije u Tuzli, planira otvoriti opservatorij. Općina Tuzla dala je AD-u pismo namjere, AD je našlo ulagače. Objekt se priprema. Teleskop po planu trebao je doći od Asocijacije amatera bez granica iz Amerike. Objekt će sadržavati amfiteatar, knjižnicu, kafeteriju, i dr.
17. rujna 2017. Planinarsko-sportsko društvo ˝Poštar˝ izgradilo je na toj lokaciji javnu česmu, na stadionu, za potrebe planinara, lovačkih društava, izletnika, rekreativaca i svih drugih korisnika prirodnih ljepota ovog dijela planine Majevice. Na ovom su lokalitetu planinari PSD Poštar kupili zemljište i od tog dana rješavaju infrastrukturu, a jedna od važnijih odnosila se na vodoopskrbu, što je prethodilo pronalaskom vode, iskopom bunara i ostalih vodoinstalacijskih radnji da bi navedenim korisnicima uljepšali boravak. Aktivnost je pomoglo Ministarstvo prostornog uređenja i okoliša Županije Soli i Fondaciji tuzlanske zajednice.